# Lessel (Adelsgeschlecht)

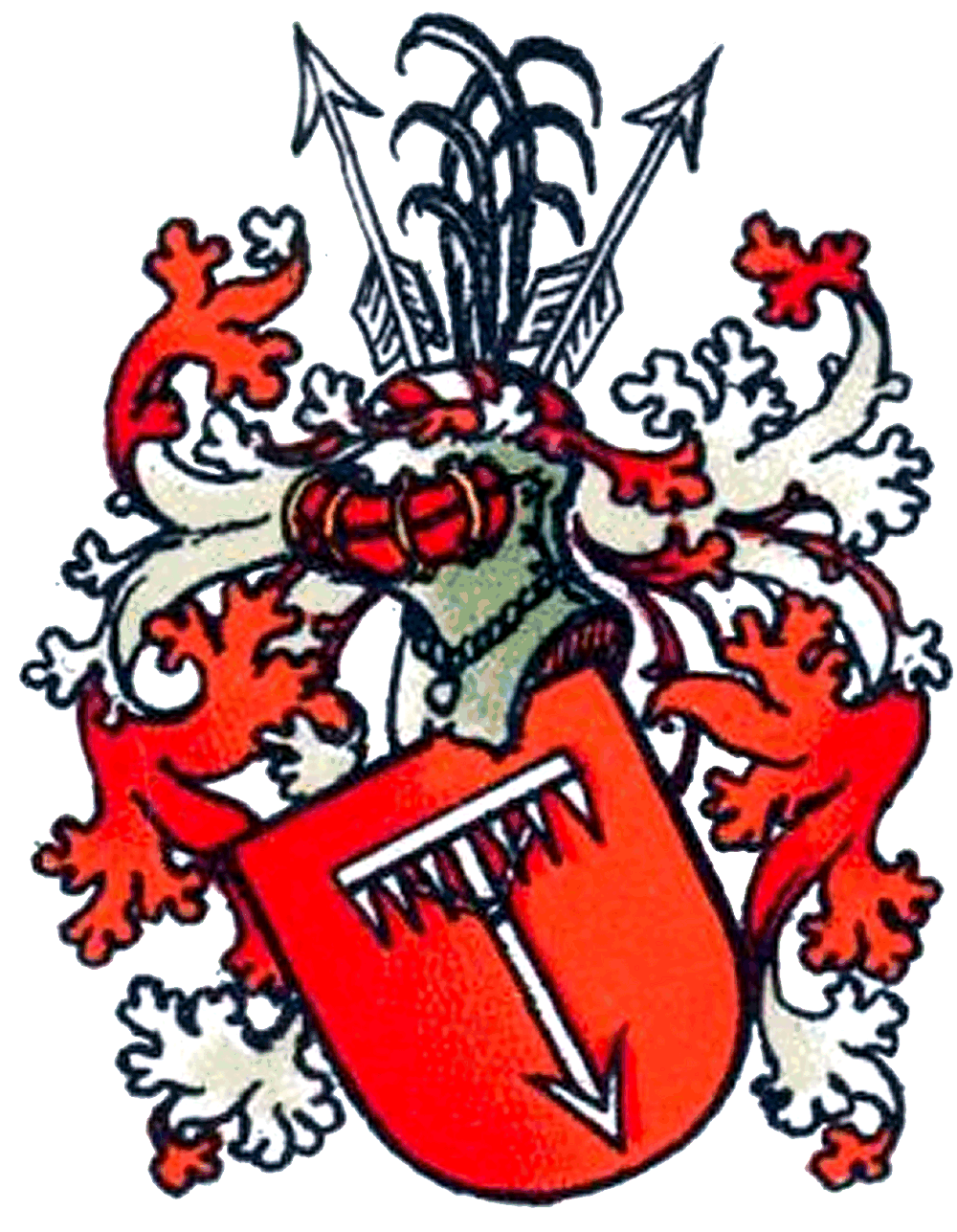
Wappen derer von Lessel

Lessel ist der Name eines uradeligen Geschlechts aus Schlesien, das bis heute vor allem in Deutschland lebt.

## Herkunft und Verbreitung
Das Geschlecht, das im Laufe der Geschichte verschiedene Schreibweisen seines Namens führte (Leslau, Leslow, Lessen, Lassel, Lessel, Leßel und Leszel), erscheint erstmals urkundlich 1112 mit Paulus Leslau. Da es in der Umgebung von Grünberg, Niederschlesien mehrere Orte  mit Namen Lessen gibt (Groß-, Klein- und Wenig-Lessen) gibt, leitet sich der Familienname mit einer gewissen Wahrscheinlichkeit von diesen Orten ab. Ein Zweig des Familie siedelte nach Polen über, wo er sich auch nach den dortigen Besitzungen Radzinski oder Wabienski nannte.

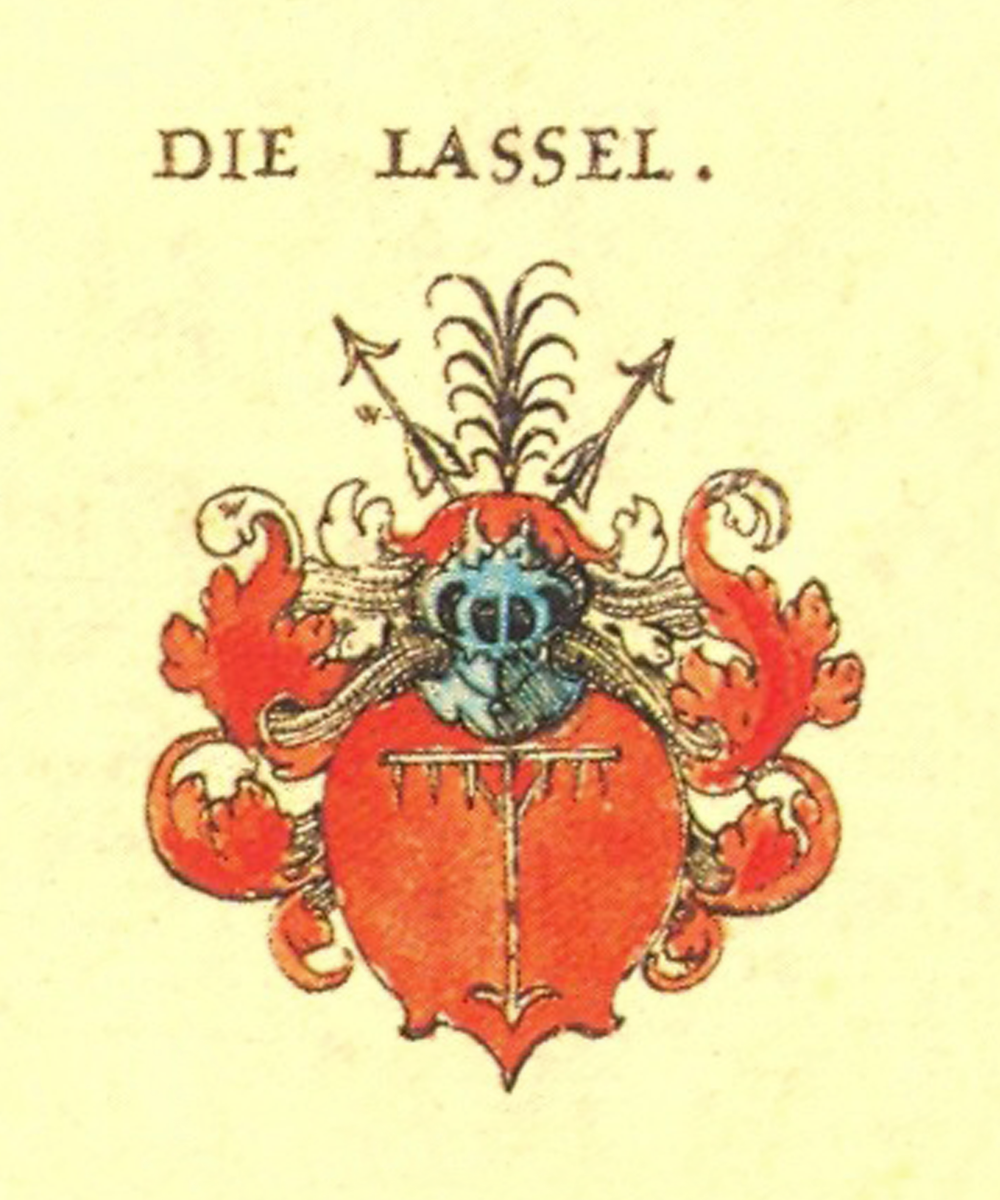
Wappen derer von Lessel (Lassel)

## Wappen
Das Wappen zeigt in Rot einen aufrecht stehenden silbernen Rechen mit sieben Zinken, dessen Stiel in einer Pfeilspitze endet. Auf dem Helm mit rot-silbernen Decken ein Busch von schwarzen Hahnenfedern zwischen zwei schrägauswärts gekehrten silbernen Pfeilen.
Wappen des polnischen Zweiges: In Gold auf grünen Dreiberg der Rechen; auf dem Helm mit rot-silbernen Decken fünf silberne Straußenfedern.

## Bekannte Familienmitglieder
- Johann von Lessel (1873–1936), Kapitän zur See der Kaiserlichen Marine, Politiker der DVFB und MdL im Freistaat Mecklenburg-Schwerin 1924/26
- Karl Gottlob Sigismund von Lessel, preußischer Offizier, seit 1812 Ritter des Ordens Pour le Mérite
- Emil von Lessel (1847–1927), preußischer Generalleutnant